# Liste der Bodendenkmäler in Röfingen
Auf dieser Seite sind die Bodendenkmäler in der schwäbischen Gemeinde Röfingen zusammengestellt. Diese Tabelle ist eine Teilliste der Liste der Bodendenkmäler in Bayern. Grundlage ist die Bayerische Denkmalliste, die auf Basis des Bayerischen Denkmalschutzgesetzes vom 1. Oktober 1973 erstmals erstellt wurde und seither durch das Bayerische Landesamt für Denkmalpflege geführt wird. Die folgenden Angaben ersetzen nicht die rechtsverbindliche Auskunft der Denkmalschutzbehörde.

## Bodendenkmäler der Gemeinde Röfingen

### Bodendenkmäler in der Gemarkung Haldenwang
| Lage                  | Objekt                                                                                           | Akten-Nr.     | Bild |
| --------------------- | ------------------------------------------------------------------------------------------------ | ------------- | ---- |
| Haldenwang (Standort) | Grabhügel der Bronzezeit und der Hallstattzeit. Siehe auch: Hügelgrab, Bronzezeit, Hallstattzeit | D-7-7528-0103 |      |

### Bodendenkmäler in der Gemarkung Roßhaupten
| Lage                                 | Objekt | Akten-Nr.     | Bild           |
| ------------------------------------ | --- | ------------- | -------------- |
| Roßhaupten (Standort)                | Straße der römischen Kaiserzeit. Siehe auch: Römische Kaiserzeit                                                                       | D-7-7528-0108 |                |
| Roßhaupten (Standort)                | Töpferei des Mittelalters. | D-7-7528-0114 |                |
| Roßhaupten Hauptstraße 19 (Standort) | Mittelalterliche und frühneuzeitliche Befunde im Bereich der Katholischen Filialkirche St. Leonhard. Siehe auch: Roßhaupten (Röfingen) | D-7-7528-0189 | weitere Bilder |

### Bodendenkmäler in der Gemarkung Röfingen
| Lage                                     | Objekt                                                                                               | Akten-Nr.     | Bild           |
| ---------------------------------------- | --- | ------------- | -------------- |
| Röfingen (Standort)                      | Gräber des Frühmittelalters. Siehe auch: mittelalter                                                 | D-7-7528-0110 |                |
| Röfingen Augsburger Straße 50 (Standort) | Mittelalterliche und frühneuzeitliche Befunde im Bereich der Katholischen Pfarrkirche St. Margareth. | D-7-7528-0188 | weitere Bilder |